# پاتپه نصرت‌آباد
پاتپه نصرت آباد مربوط به دوران پیش از تاریخ ایران باستان - است و در شهرستان اسدآباد، بخش مرکزی، نصرت آباد لکلک واقع شده و این اثر در تاریخ ۱۰ بهمن ۱۳۸۳ با شمارهٔ ثبت ۱۱۳۷۴ به‌عنوان یکی از آثار ملی ایران به ثبت رسیده است.